# Noroeste Rio-Grandense
Noroeste Rio-Grandense is een van de zeven mesoregio's van de Braziliaanse deelstaat Rio Grande do Sul. Zij grenst aan de mesoregio's Nordeste Rio-Grandense, Centro Oriental Rio-Grandense, Centro Ocidental Rio-Grandense, Sudoeste Rio-Grandense, Oeste Catarinense (SC) en Serrana (SC). De mesoregio heeft een oppervlakte van ca. 64.931 km². In 2005 werd het inwoneraantal geschat op 1.970.326.
Dertien microregio's behoren tot deze mesoregio:
- Carazinho
- Cerro Largo
- Cruz Alta
- Erechim
- Frederico Westphalen
- Ijuí
- Não-Me-Toque
- Passo Fundo
- Sananduva
- Santa Rosa
- Santo Ângelo
- Soledade
- Três Passos

Mesoregio's: Centro Ocidental Rio-Grandense · Centro Oriental Rio-Grandense · Metropolitana de Porto Alegre · Nordeste Rio-Grandense · Noroeste Rio-Grandense · Sudeste Rio-Grandense · Sudoeste Rio-Grandense

Microregio's: Cachoeira do Sul · Camaquã · Campanha Central · Campanha Meridional · Campanha Ocidental · Carazinho · Caxias do Sul · Cerro Largo · Cruz Alta · Erechim · Frederico Westphalen · Gramado-Canela · Guaporé · Ijuí · Jaguarão · Lajeado-Estrela · Litoral Lagunar · Montenegro · Não-Me-Toque · Osório · Passo Fundo · Pelotas · Porto Alegre · Restinga Seca · Sananduva · Santa Cruz do Sul · Santa Maria · Santa Rosa · Santiago · Santo Ângelo · São Jerônimo · Serras de Sudeste · Soledade · Três Passos · Vacaria